# Brown Thomas
Brown Thomas & Company Limited is een Ierse warenhuisketen met filialen in Cork, Dublin, Galway en Limerick. De warenhuisketen maakt onderdeel uit van de Selfridges Group, die op haar beurt weer eigendom is van Wittington Investments.

## Dublin
De vlaggenschipwinkel in Dublin is 12.000 m² groot en is gevestigd in de Grafton Street. Het warenhuis herbergt onder meer shop-in-the-shops van Hermès, Louis Vuitton, Celine, Gucci, Armani Cosmetics, Jo Malone, Charlotte Tilbury, Bobbi Brown en Chanel. De winkel heeft 5 verdiepingen, met in de kelder herenmode, op de begane grond cosmetica en accessoires, designermode en schoenen op de eerste verdieping, damesmode en lingerie op de tweede verdieping en een interieur- en kinderafdeling op de derde verdieping.
De warenhuizen richten zich op een breed publiek en verkopen zowel prêt-à-porter- als haute-couturekleding en accessoires. De herenmodeafdeling in de kelder in de winkel in Dublin is recentelijk gerenoveerd. Merken als Ralph Lauren, Gant, Hugo Boss, Paul Smith, Dolce & Gabbana en Prada zijn hier te vinden.

## BT2
Brown Thomas heeft ook winkels onder de naam BT2. Deze in 1995 gestarte winkels zijn gevestigd in het Blanchardstown Shopping Centre, Dundrum Town Centre en de Henry Street. De winkel in de Grafton Street, werd op 29 augustus 2016 gesloten. De BT2-winkels verkopen kleding in het middensegment en zijn gericht op 18- tot 35-jarigen. BT2 verkoopt ook een uitgebreid assortiment cosmetica. Paris Hilton koos BT2 om haar parfum Heiress by Paris Hilton te lanceren.

## Winkels
- Dublin – 12.000 m²
- Cork – 5.300 m²
- Limerick – 4.000 m²
- Galway – 1.600 m²

De omzet bedroeg in 2009 € 203 miljoen, in 2008 € 246 miljoen en in 2007 € 272 miljoen. De winst in deze jaren bedroeg respectievelijk € 2,7 miljoen, € 14,7 miljoen en € 23,1 miljoen.

## Geschiedenis
De winkel in Dublin werd in 1948 geopend door Hugh Brown op nummer 16 Grafton Street. In het jaar daarna breidde hij samen met James Thomas uit naar huisnummer 17. In het midden van de jaren 1850 werd nummer 15 gekocht en werd de winkel uitgebreid. De onderneming werd in 1919 gekocht door Harry Gordon Selfridge in 1919 en opereerde als een merk van Selfridge Provincial Stores tot 1933 toen het bedrijf verkocht werd aan John McGuire, die naam had gemaakt met het warenhuis Clerys. In de jaren 1960 werd de onderneming genoteerd aan de Ierse beurs.
In 1971 kocht Galen Weston een aandeel in het bedrijf en in 1983 kocht hij de overige aandelen en werd Brown Thomas weer een private onderneming. In 1989 probeerde de onderneming de Switzer Group, waartoe warenhuis Switzer's in Dublin en de dochterondernemingen Cashs in Cork, Moons in Galway en Todds in Limerick behoorden, te kopen van House of Fraser. Het bod werd echter overtroffen door de Ewart Group uit Belfast. Ewart kreeg de financiering echter niet rond, waardoor de overname mislukte. Daarna deed Brown Thomas een tweede bod, dat in november 1990 werd geaccepteerd. De overname werd afgerond op 16 april 1991.
In 1994 verkocht Brown Thomas zijn oorspronkelijke winkel aan Marks & Spencer voor 20 miljoen Britse pond en nam de huur over het M&S-pand op nummer 28/29 Grafton Street, waar BT2 werd gevestigd. Deze transactie werd afgerond op 11 februari 1995. De twee warenhuizen in Dublin werden samengevoegd in het pand van Switzer's op 14 februari 1995 onder de naam Brown Thomas. Cashs, Moon's en Todd's opereerden tot 1998 onder hun oorspronkelijke naam, waarna ze tussen 1998 en 2000 werden verbouwd tot Brown Thomas. BT2 werd geopend in 1998.
Het bedrijf had ook een winkelketen A-wear tot juni 2007. De Brown Thomas Group verkocht A-wear voor 70 miljoen euro aan een managementbuy-outteam (MBO-team) met op de achtergrond de private-equityonderneming Alchemy Partners.